# كرم بلبل
كرم بلبل (بالألمانية: Kerem Bülbül)‏ هو لاعب كرة قدم ألماني في مركز الوسط، ولد في 12 يناير 1995 في برلين في ألمانيا. لعب مع Hertha BSC II ‏.

## وصلات خارجية
- كرم بلبل على موقع قاعدة بيانات كرة القدم.إي يو (الإنجليزية)
- كرم بلبل على موقع بيانات كرة القدم. دي إي (الألمانية)
- كرم بلبل على موقع عالم كرة القدم.نت (الإنجليزية)